# Gomesa kautskyi
Gomesa kautskyi é uma espécie de planta do gênero Gomesa e da família Orchidaceae.

## Taxonomia
A espécie foi descrita em 2009 por Norris H. Williams e Mark W. Chase.
Os seguintes sinônimos já foram catalogados:  
- Oncidium kautskyi  Pabst
- Baptistonia kautskyi  (Pabst) Chiron & V.P.Castro

## Forma de vida
É uma espécie epífita e herbácea.

## Descrição
| Caule                                                             | Caule                                                     |
| ----------------------------------------------------------------- | --------------------------------------------------------- |
| crescimento                                                       | cespitoso                                                 |
| pseudobulbo subtendido por bainha                                 | sem articulação e limbo                                   |
| forma                                                             | fusiforme                                                 |
| textura                                                           | liso                                                      |
| Folha                                                             |                                                           |
| forma das lâminas das bainha e das lâmina terminal ao pseudobulbo | oblongo ovado                                             |
| Inflorescência                                                    |                                                           |
| posição                                                           | arqueada/pendente                                         |
| racemo                                                            | duplo com ramificação secundária depauperada e pauciflora |
| Flor                                                              |                                                           |
| sépala e pétala                                                   | branca/mácula linear e concêntrica                        |
| sépala lateral adnata                                             | pelo menos na metade do comprimento                       |
| pétala                                                            | subiguais às sépala                                       |
| labelo                                                            | branco/mácula linear e concêntrica                        |
| base                                                              | unguiculada delgada e lisa                                |
| lobo lateral                                                      | reduzido/estreitamente triangular                         |
| posição                                                           | mesmo plano a ereto patente ao disco                      |
| lobo mediano                                                      | oblongóide/convexo                                        |
| largura                                                           | mais curta que distância entre lobo lateral               |
| largura                                                           | subigual ao disco                                         |
| calo                                                              | no disco e porção proximal lobo mediano                   |
| forma                                                             | porção proximal obtrapezoidal/lisa/porção distal bífida   |
| coluna com asa estigmática                                        | conspícua estreitamente triangular                        |

## Conservação
A espécie faz parte da Lista Vermelha das espécies ameaçadas do estado do Espírito Santo, no sudeste do Brasil. A lista foi publicada em 13 de junho de 2005 por intermédio do decreto estadual nº 1.499-R.

## Distribuição
A espécie é encontrada nos estados brasileiros de Bahia e Espírito Santo.
Em termos ecológicos, é encontrada no domínio fitogeográfico de Mata Atlântica, em regiões com vegetação de .